# Естуарій

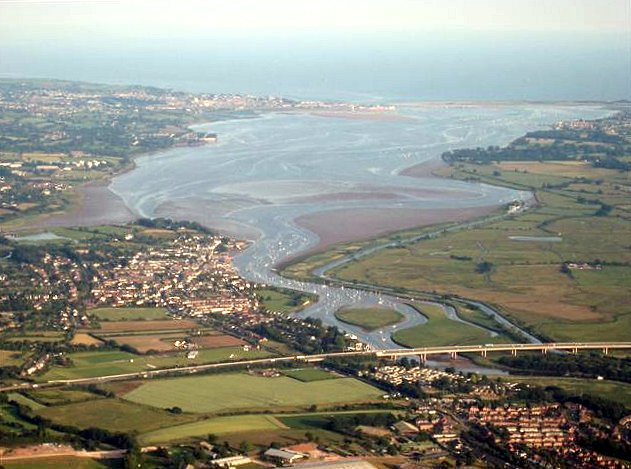
Естуарій річки Екс. Англія.

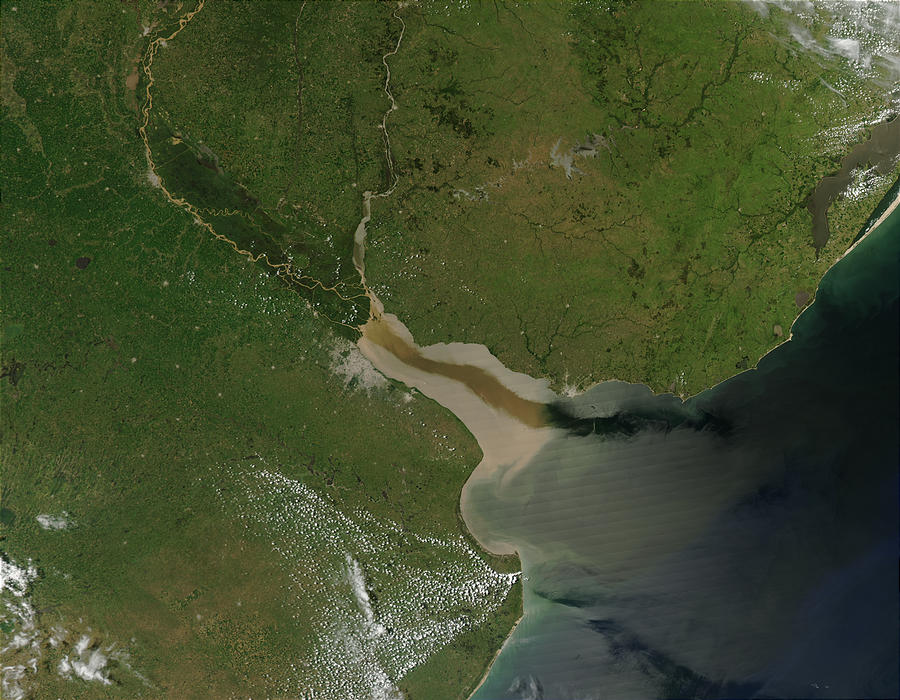
Естуарій Ла-Плата (фотографія з космосу).

Естуа́рій (лат. aestuarium — «затоплюване гирло річки») — однорукавне, лійкоподібне гирло річки, що розширюється в напрямку моря або океану.
Утворюється, коли море затоплює гирло річки, а припливи та відпливи виносять осадові породи в море і не дають естуарію заповнитися ними та перетворитися на дельту. Це відбувається, коли прилегла до естуарію частина моря має велику глибину.
Найбільшим естуарієм світу вважають затоку Святого Лаврентія, яку утворює річка Святого Лаврентія. Естуарії мають річки: Єнісей, Темза, Ла-Плата та інші. На українських річках естуарії майже не трапляються (Бузький лиман).
В естуаріях бувають дуже сильні припливи, коли солоні води океану змушують прісну воду річки текти назад. Якщо естуарій має круті береги і звужується, під час сильних припливів рівень води різко підіймається, утворюючи високу одиночну хвилю (бор, у Бразилії — поророка), що просувається річкою вглиб суходолу, доки не втратить енергію і не спаде.

## Етимологія
Слово «естуарій» походить від латинського слова «aestuarium», що означає «затоплюване гирло річки», яке є похідним від терміна «aestus» — «приплив». Для визначення естуарію було запропоновано багато варіантів, але загальноприйняте серед них таке: «однорукавне воронкоподібне гирло річки, що розширюється в бік моря».
Однак це визначення виключає деякі прибережні водойми, такі як прибережні лагуни та солоні водойми. Точнішим визначенням естуарію буде таке: «загальна назва напівзамкнених водних об'єктів, що є частинами гирлових ділянок річок, які характеризуються активними процесами змішування річкових і морських вод».